# Ángel Ugarte Cano
Angel Ugarte Cano fue un político peruano. 
Nació en el Cusco, hijo de Gavino Ugarte Caparó y de Grimanesa Cano. Su padre fue miembro de la Corte Superior de Justicia del Cusco y diputado entre 1868 y 1871. Su hermano Washington Ugarte Cano también fue político y diputado por la provincia de Chumbivilcas entre 1895 y 1929.
Fue elegido diputado por la provincia de en 1901 hasta 1906 durante los gobiernos de Eduardo López de Romaña, Manuel Candamo, Serapio Calderón y José Pardo y Barreda en la República Aristocrática. Fue reelecto en 1907 hasta 1912.